# Ophioplinthaca semele
Ophioplinthaca semele är en ormstjärneart som först beskrevs av A.H. Clark 1949.  Ophioplinthaca semele ingår i släktet Ophioplinthaca och familjen knotterormstjärnor. Inga underarter finns listade i Catalogue of Life.